# Blüthner
Blüthners pianofabrik (”Die Pianofortefabrik Blüthner”) är en tysk tillverkare av pianon och flyglar i Großpösna utanför Leipzig. Familjeföretaget är ett av de äldsta klaverinstrumenttillverkarna.
Företaget grundades 1853 av Julius Blüthner.
Tidiga framgångar ledde till att de 1885 blev Europas största tillverkare av pianon. Något som är unikt för familjen Blüthner bland de stora tillverkarna är att den femte generationen Blüthner fortsätter traditionen med att bygga pianon. 
Blüthner är kända över hela världen som en av de allra bästa tillverkarna av pianon. Blüthner är kända för en rik, djup, varm och romantisk ton. Instrumenten är även kända för att hålla stämningen mycket väl. Ett antal kompositörer, pianister, kungligheter, artister och vetenskapsmän har ägt ett Blüthnerpiano. Bland dessa kan nämnas Johannes Brahms, Béla Bartók, Claude Debussy, Max Reger, Richard Wagner, Johann Strauss den yngre, Pjotr Tjajkovskij, Dmitrij Sjostakovitj, Andrew Lloyd Webber, Wilhelm Kempff, Yehudi Menuhin, Wilhelm Furtwängler, Albert Einstein, The Beatles, och Marlene Dietrich.